# اندرو اچ. شاپیرو
اندرو اچ. شاپیرو (انگلیسی: Andrew H. Schapiro؛ زادهٔ ۲۵ آوریل ۱۹۶۳) سیاست‌مدار اهل ایالات متحده آمریکا است.